# Előre (közlöny, 1919–1921)
Előre Brassóban 1919. október 1-jén mint a Brassó-Barcasági kerületi Szocialista Párt közlönye jelent meg Bartha Károly szakszervezeti titkár szerkesztésében, felelős szerkesztője Sebestyén Albert vasmunkás. Eleinte szociáldemokrata beállítottságú, később azonban Gyöngyösi Gyula, Simó Géza, Rozvány Jenő és a helybeli Fóris István bekapcsolódásával kommunista irányzatúvá vált. 1920 novemberében rövid időre Czinczár Miklós vette át a szerkesztést, de a lapot még ugyanebben az évben betiltották. 1921-ben Világosság cím alatt újra megjelent.